# Концерт в чест на Фреди Меркюри
Концертът в чест на Фреди Меркюри за повишаване на информираността на обществото относно СПИН е благотворителен концерт, проведен на 20 април 1992 г., понеделника на Великден, на стадион Уембли в Лондон, Англия, пред публика от 72 000 души. Концертът е продуциран за телевизията от Рей Бърдис, режисиран от Дейвид Малет и излъчен на живо по телевизията и радиото в 76 страни по света, с аудитория до един милиард души. Концертът е в чест на вокалиста на „Куийн“ Фреди Меркюри, който умира от СПИН на 24 ноември 1991 г. 
Шоуто отбелязва последното концертно участие на басиста Джон Дийкън с групата (освен кратка изява на живо с Браян Мей, Роджър Тейлър и Елтън Джон през 1997 г.). Печалбите от концерта са използвани за стартиране на „Меркюри Финикс Тръст“, благотворителна организация за борба с ХИВ/СПИН.